# 畫出彩虹
《畫出彩虹》（英語：Rainbow Round My Shoulder）是香港電視廣播有限公司製作的時裝電視劇，全劇共20集，監製招振強。此劇曾於1985年4月下午二時十五分, 1987年3月及1989年8月下午三時十五分重播.

## 故事大綱
以輕鬆寫實的手法描繪一個青年漫畫家的奮鬥過程。
在天空上‧‧‧ 用我的愛去畫長虹
鄧健邦（詹秉熙飾）自少醉心繪畫，中四輟學後打工認識同事殷翠兒（張曼玉飾）及上司麥正雲（楊澤霖飾），大家成為好友，而健邦對翠兒更產生了愛幕之意。不久，健邦與正雲因故先後離職，而翠兒則與楊兆文（呂良偉飾）相戀，健邦唯有以靜制動。後來，翠兒與兆文因性格不合而分手，翠兒和健邦成為一對。
正雲賞識健邦的繪畫天份，連同健邦的好友羅家勤（劉青雲飾）合資出版漫畫，銷量不錯。可惜家勤之父把版權賣了給漫畫界鉅子郭子龍（秦沛飾）旗下的子龍集團，令正雲沮喪不已。健邦與家勤受邀加入子龍集團當漫畫助理，健邦受到子龍的賞識，未幾即被提拔為主筆，作品推出後大受歡迎。然而，健邦年少氣盛，飛黃騰達後得意忘形，弄得幾乎眾叛親離。
幸而，健邦最終知錯能改，重新做人，和身邊親友重修舊好。而他亦決定離開子龍集團，重新出發再畫出彩虹。

## 演員表
- 張曼玉 飾 殷翠兒
- 詹秉熙 飾 鄧建邦 (原型馬榮成)
- 呂良偉 飾 楊兆文
- 劉青雲 飾 羅家勤
- 楊澤霖 飾 麥正雲
- 秦沛 飾 郭子龍 (原型黃玉郎)
- 歐陽佩珊} 飾 鄧淑娟(邦姐)
- 藍潔瑛 飾 麥艷雲(雲妹)
- 石堅 飾 鄧永發(邦父)
- 湘漪 飾 邦母
- 黃敏儀 飾 慧中(邦大嫂)
- 李樹佳 飾 鄧建國(邦兄)
- 劉兆銘 飾 勤父
- 劉江 飾 鄧永康(邦唐叔)
- 張英才 飾 兒父
- 陳立品 飾 兒祖母
- 鄭孟霞 飾 兒外婆
- 吳君如 飾 羅嘉琳(勤姐)
- 上官玉 飾 勤母
- 許紹雄 飾 文姐夫
- 羅國維 飾 司馬小鵬
- 駱應鈞 飾 劉梓風
- 胡美儀 飾 龍妻
- 潘宏彬 飾 子龍集團職員
- 吳鎮宇 飾 文同學、侍應生
- 林俊賢 飾 醫生、路人
- 劉嘉玲 飾 醫護人員
- 艾威 飾 雲友
- 吳啟華 飾 不良青年
- 陶大宇 飾 路人
- 關禮傑